# Festival Internacional de Cine y Video de Columbus
El Festival Internacional de Cine y Video de Columbus es un festival de cine anual celebrado en Columbus, Ohio, que tiene por objeto fomentar y promover el uso del cine y el vídeo en todas las formas de educación y comunicación. Se celebra cada año en el mes de noviembre.

## Historia
Es el festival de cine más antiguo de los Estados Unidos, fundado en 1952. La organización actual ha sido conocida como el Festival Internacional de Cine y Video de Columbus desde la década de 1980. Como festival competitivo, entrega anualmente el Premio Chris. El evento cuenta con el apoyo de varios patrocinadores, entre ellos el Consejo de Artes de Ohio y el Colegio de Arte y Diseño de Columbus.
El festival ha existido desde 1952, pero fue precedido por la fundación del Consejo Fílmico de Columbus.
Se otorgan varios premios para cada una de las siguientes categorías:
- Artes
- Animación
- Educación e información
- Narrativa
- Humanidaes
- Salud mental y física
- Cortos experimentales
- Religión y espiritualidad
- Ciencia y tecnología
- Problemas sociales
- Competencia estudiantil[3]